# Tegonotus heptacanthus
Tegonotus heptacanthus är en spindeldjursart som först beskrevs av Alfred Nalepa 1889.  Tegonotus heptacanthus ingår i släktet Tegonotus, och familjen Eriophyidae. Arten är reproducerande i Sverige.